# Anton-Otto Frank
Anton-Otto Frank (18 de março de 1912 - 8 de março de 1945) foi um oficial alemão que serviu no Deutsches Heer durante a Segunda Guerra Mundial. Foi condecorado com a Cruz de Cavaleiro da Cruz de Ferro com Folhas de Carvalho.

## Condecorações
| Cruz de Ferro (1939) 2ª Classe                                   | 26 de maio de 1940     |
| Cruz de Ferro (1939) 1ª Classe                                   | 21 de junho de 1940    |
| Cruz Germânica em Ouro                                           | 14 de abril de 1943    |
| Distintivo de Honra do Exército                                  | 7 de dezembro de 1943  |
| Cruz de Cavaleiro da Cruz de Ferro                               | 15 de dezembro de 1943 |
| Cruz de Cavaleiro da Cruz de Ferro com Folhas de Carvalho nº 737 | 7 de fevereiro de 1945 |